# Charles Boduin
Charles Boduin, né le 21 février 1808 à Pecquencourt (Nord) et décédé le 22 novembre 1895 à Valenciennes (Nord) est un homme politique français.

## Biographie
Avocat à Douai, puis notaire à Valenciennes, il est ensuite administrateur de sociétés. Il est député du Nord de 1869 à 1870, siégeant au Tiers-Parti. Il retrouve son siège de 1871 à 1876, siégeant au centre droit, avec les monarchistes.